# دزوراستان
دزوراستان (به ارمنی: Ձորաստան) روستای بزرگی است در استان سیونیک ارمنستان.
نام‌های پیشین آن خلَتاق و اخته‌خانه بود.